# Apart Together
Apart Together (Tuan Yuan) è un film del 2010 diretto da Wang Quan'an.